# Головино (Галичский район)
Головино — деревня в Степановском сельском поселении Галичского района Костромской области России.

## История
Согласно Спискам населенных мест Российской империи в 1872 году деревня относилась к 1 стану Галичского уезда Костромской губернии. В ней числилось 5 дворов, проживали 15 мужчин и 19 женщин.
Согласно переписи населения 1897 года в деревне проживало 49 человек (20 мужчин и 29 женщин).
Согласно Списку населенных мест Костромской губернии в 1907 году деревня относилась к Быковской волости Галичского уезда Костромской губернии. По сведениям волостного правления за 1907 год в ней числилось 9 крестьянских дворов и 60 жителей. Основным занятием жителей деревни, помимо земледелия, был плотницкий промысел.
До муниципальной реформы 2010 года деревня входила в состав Толтуновского сельского поселения.

## Население
| 2008 | 2010 | 2012 | 2014 |
| ---- | ---- | ---- | ---- |
| 2    | ↘0   | ↗1   | ↗2   |